# Peter Yarrow

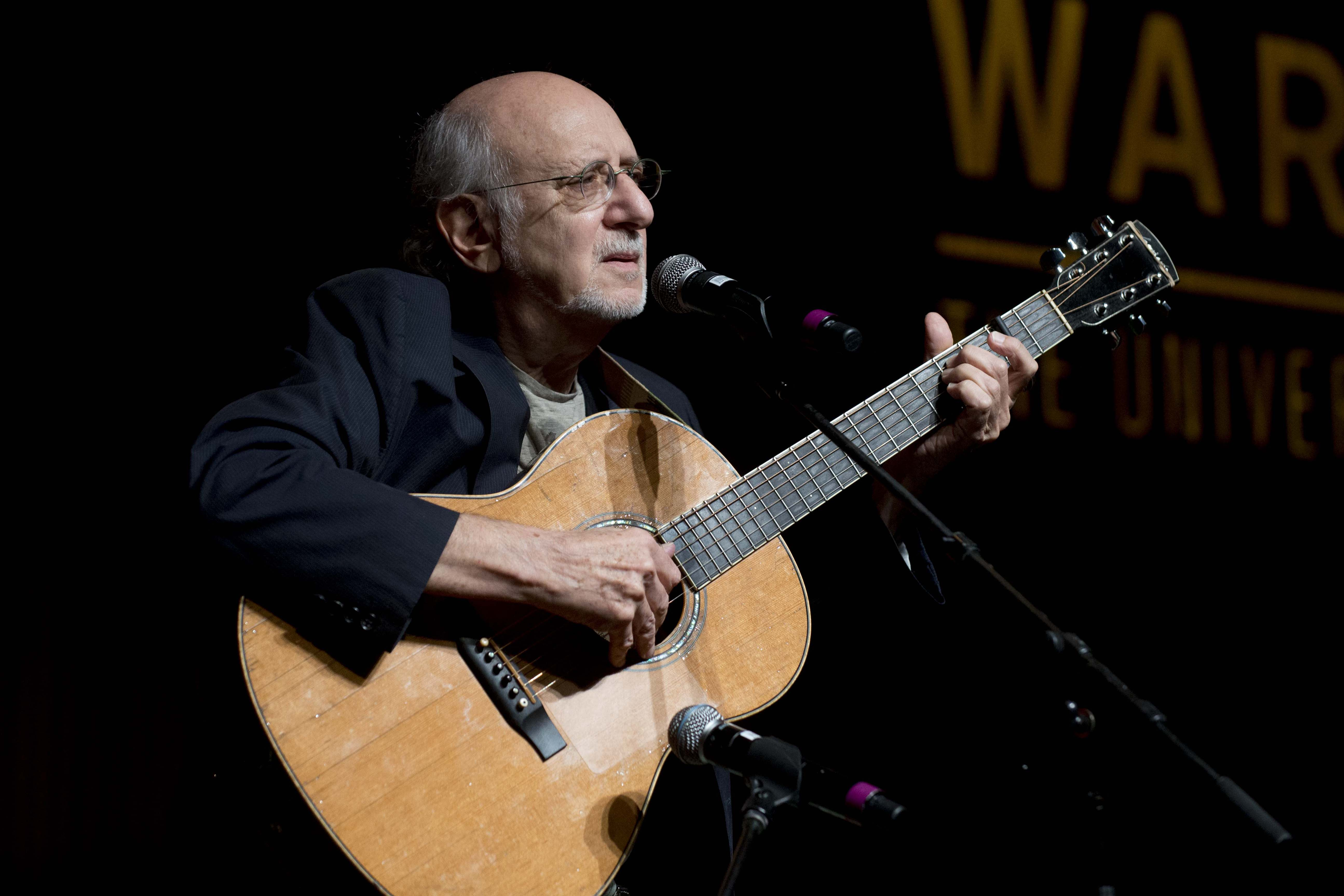
Peter Yarrow, 2016

Peter Yarrow (* 31. Mai 1938 in New York City; † 7. Januar 2025 ebenda) war ein US-amerikanischer Sänger und Mitglied der vor allem in den 1960er Jahren erfolgreichen Folk-Gruppe Peter, Paul and Mary. Yarrow schrieb zusammen mit Leonard Lipton den bekanntesten Song der Gruppe, Puff, the Magic Dragon (1962). Darüber hinaus engagierte er sich politisch, so etwa gegen den Vietnamkrieg.

## Leben und Karriere
Yarrows Eltern waren jüdische Einwanderer aus der Ukraine, die den Familiennamen von Yaroshevitz in Yarrow änderten. Peter Yarrow war ab Oktober 1969 mit Mary Beth McCarthy, der Nichte des ehemaligen Präsidentschaftskandidaten Eugene McCarthy, verheiratet. Sie haben zwei erwachsene Kinder.
In den 1970er-Jahren geriet Yarrow wegen des Vorwurfs in die Schlagzeilen, eine 14-Jährige, die mit der Bitte um ein Autogramm in seine Garderobe gekommen war, sexuell belästigt zu haben. Er verbrachte drei Monate im Gefängnis, nachdem er sich schuldig bekannt hatte, sich „unanständige Freiheiten“ gegenüber dem Mädchen herausgenommen zu haben. Am 19. Januar 1981 wurde er vom damaligen US-Präsidenten Jimmy Carter begnadigt.
Im Jahr 2000 gründete Yarrow Operation Respect, ein Projekt für die Bildung und Förderung von Kindern in Ländern wie Vietnam, Südafrika oder Argentinien.
Peter, Paul and Mary traten bis zum Tod von Mary Travers im Jahr 2009 gemeinsam auf; Yarrow trat zudem mit seiner Tochter Bethany Yarrow auf, die ebenfalls Musikerin ist.
Peter Yarrow starb am 7. Januar 2025 im Alter von 86 Jahren in New York an den Folgen von Blasenkrebs.

## Diskografie
Solo-Alben
- 1972: Peter
- 1973: That’s Enough For Me
- 1975: Hard Times
- 1975: Love Song

Peter, Bethany and Rufus
- 2008: Puff & Other Family Classics

## Publikationen
- mit Lenny Lipton: Puff, the Magic Dragon. Kinderbuch und CD. Mit Illustrationen von Eric Puybaret, Sterling, 2007.
- The Peter Yarrow Songbook: Favorite Folk Songs. Buch und CD. Mit Illustrationen von Terry Widener. Sterling, 2008.
- The Peter Yarrow Songbook: Sleepytime Songs. Kinderbuch und CD. Mit Illustrationen von Terry Widener. Sterling, 2008.